# MG P-Type
La P-Type è un'autovettura prodotta dalla Morris Garages dal 1934 al 1936.

## Storia
Il modello aveva installato una versione aggiornata del motore a quattro cilindri in linea e con distribuzione monoalbero già utilizzato sulla J-Type e sulla Morris Minor. La trazione era posteriore, ed il moto era trasmesso alle ruote posteriori tramite un cambio a quattro rapporti non sincronizzati. Le sospensioni, che erano a balestra semiellittica sulle quattro ruote, comprendevano un assale rigido sia all'avantreno che al retrotreno. Il telaio della P-Type era la versione allungata di quello utilizzato sulla J-Type. Lo sterzo era inizialmente fornito dalla Marles Weller, e più tardi dalla Bishop Cam. Il modello aveva un passo di 2.210 mm ed una carreggiata di 1.067 mm. Le carrozzerie disponibili erano due, roadster e coupé, entrambe a due porte.
La P-Type venne prodotta in due serie, ciascuna delle quali era contraddistinta da una sigla, PA e PB.
La PA, prodotta dal 1934 al 1935, aveva installato un motore da 847 cm³ di cilindrata. Esso era simile a quello montato sulla J-Type, ma quello installato sulla PA aveva tre supporti di banco, un albero a gomiti più grande, ed un carburatore doppio corpo. Esso produceva 36 CV di potenza a 5.500 giri al minuto. 
La PB venne invece prodotta dal 1935 al 1936, ed aveva installato un motore da 939 cm³ che fu ottenuto dal precedente aumentando l'alesaggio da 57 mm a 60 mm. Anche la potenza aumentò, arrivando a toccare i 43 CV. 
Esternamente le due versioni erano molto simili. La differenza principale risiedeva nella calandra. Anche il cruscotto era differente, sia nel design, sia che per quanto riguarda i materiali utilizzati. 
La PA venne prodotta in 2.000 esemplari, mentre la PB in 526.